# Copa Gordon Bennett (para automóveis)

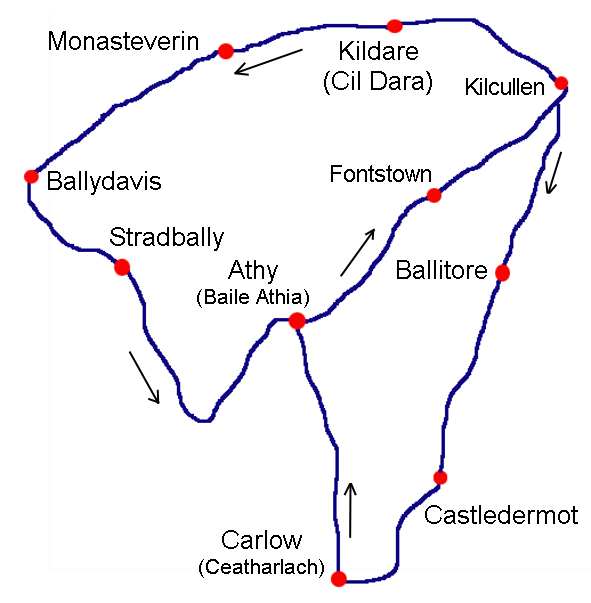
Mapa do circuito da
Gordon Bennett Cup de 1903

Gordon Bennett Cup foi um dos quatros Grand Prix oferecido por Gordon Bennett, dono do jornal New York Herald, para o Automobile Club de France (ACF).
A Copa Gordon Bennett ocorreu nos seguintes anos:
- 1900[2]
- 1901[3]
- 1902[4][5][6]
- 1903[7][8][9][10][7][11]
- 1904[12][13][14] ganho por Léon Théry com um automóvel Brasier.[1]
- 1905[15][16][17] ganho por Léon Théry com um automóvel Brasier (bicampeão).[1]

Os outros três grandes prêmios de Gordon Bennett, foram a Copa Gordon Bennett de iatismo, a Copa Gordon Bennett de balonismo e a Copa Gordon Bennett de corrida aérea.